# 長野村 (和歌山県)
長野村（ながのむら）は、和歌山県西牟婁郡にあった村。現在の田辺市長野・上野・伏菟野にあたる。

## 地理
- 山岳：高尾山、浄土山
- 河川：左会津川

## 歴史
- 1889年（明治22年）4月1日 - 町村制の施行により、上長瀬村・馬我野村・伏菟野村の区域をもって発足。
- 1956年（昭和31年）9月30日 - 中芳養村・上芳養村・秋津川村・上秋津村・三栖村と合併して牟婁町が発足。同日長野村廃止。